# Église Notre-Dame-du-Port de Nice
Pour les articles homonymes, voir Église Notre-Dame.
L’église Notre-Dame-du-Port de Nice (ou église de l'Immaculée Conception) est une église de style néo-classique, inaugurée en 1853 sur la place Île de Beauté du port Lympia de Nice, dans le quartier du port, face à la baie des Anges. L'église est inscrite aux monuments historiques depuis 1991, en tant qu'élément de l'ensemble architectural construit au XIXe siècle place Île-de-Beauté. Elle fait également partie du classement au Patrimoine mondial de l'UNESCO de la ville de Nice de 2021.

## Historique
La construction de cette église, sur la route du bord de mer, est décidée par lettres patentes du roi de Sardaigne et duc de Savoie Charles-Félix du 15 février 1830. 

Vue depuis le port Lympia de Nice
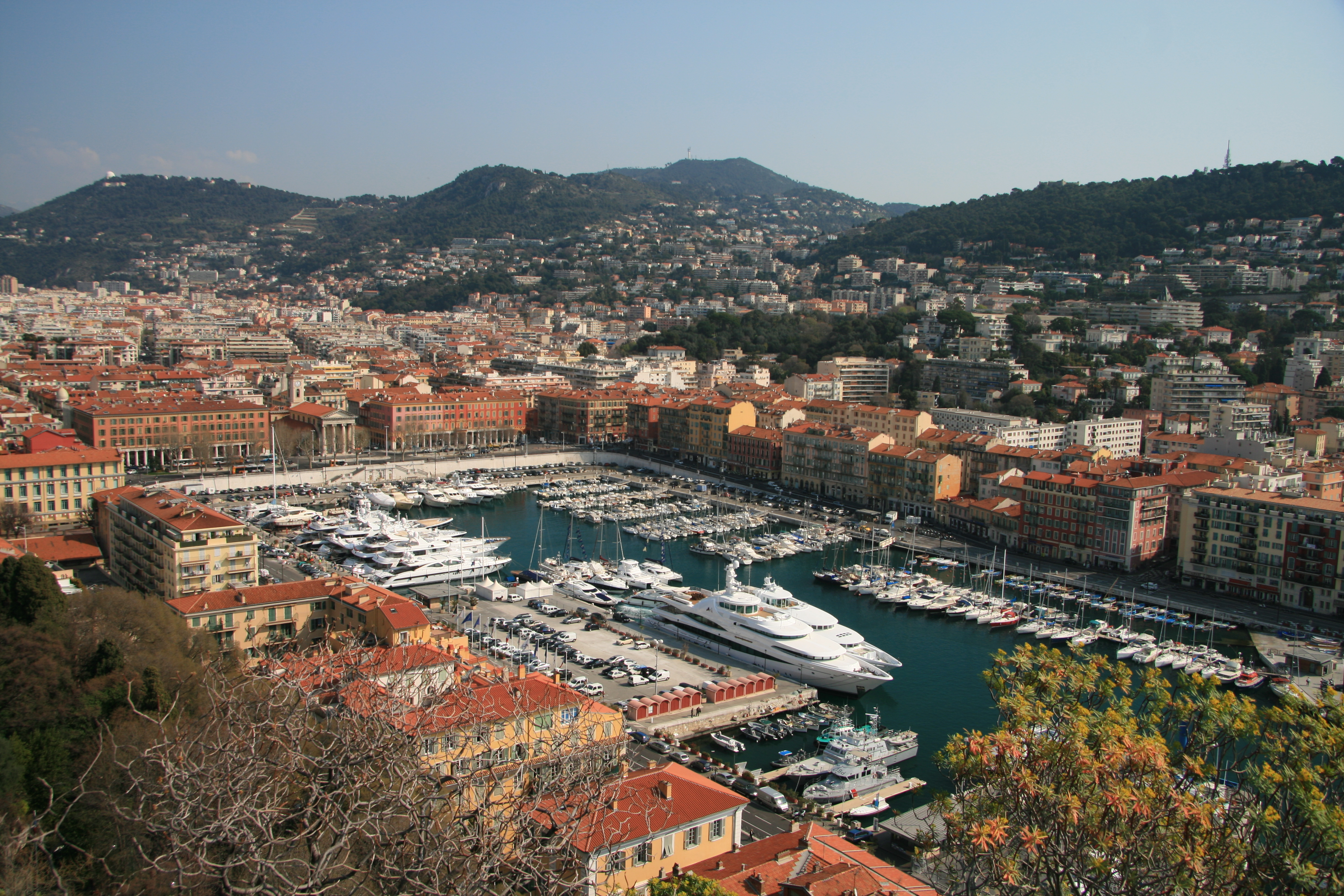
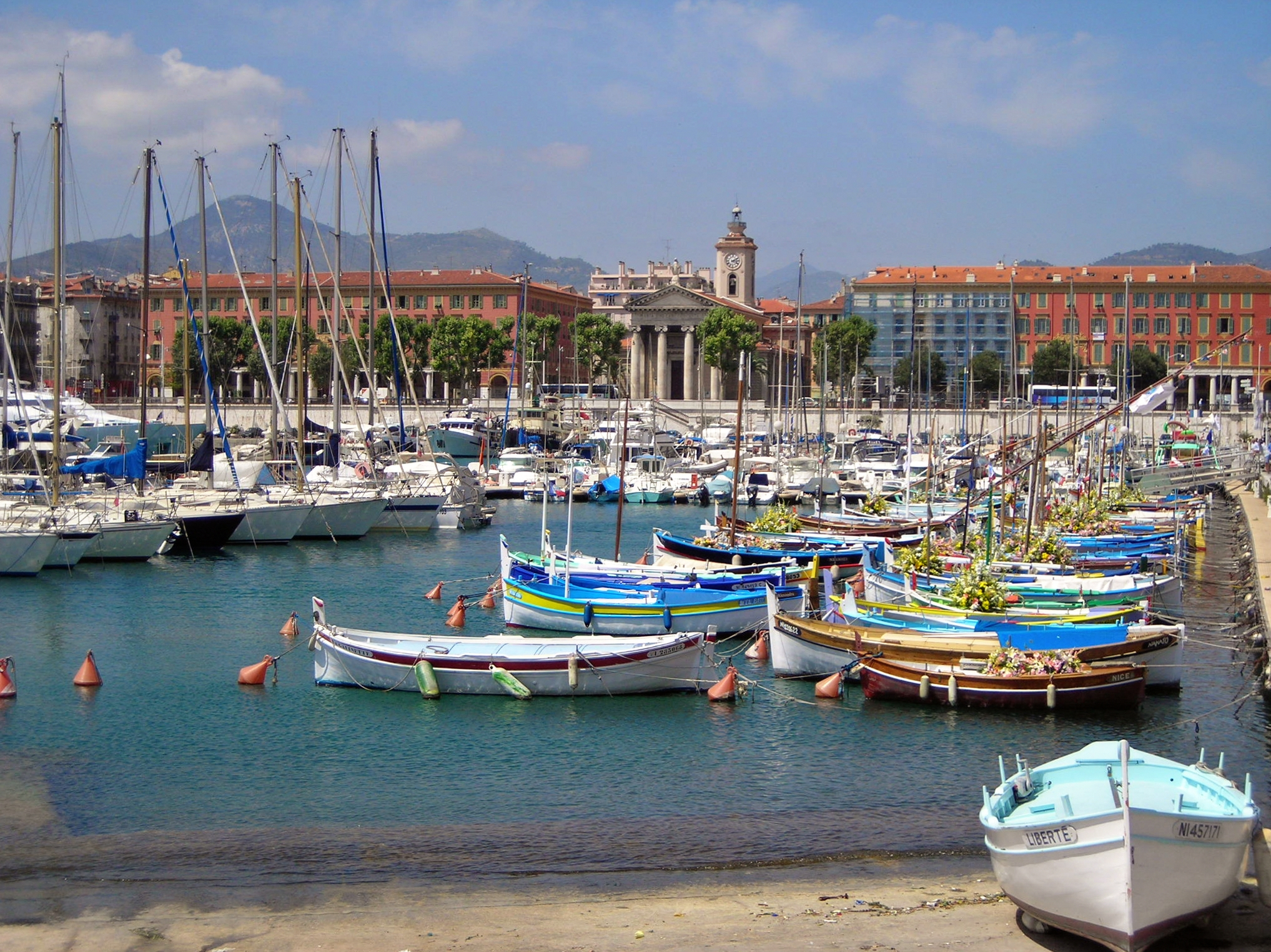

Les travaux se déroulent de 1840 à 1853, selon les plans de l'architecte niçois Joseph Vernier, concepteur de l'ensemble de la place Île-de-Beauté du fond du port Lympia. Débutée en 1840, date de la pose de la première pierre, la construction dut être recommencée, le bâtiment presque achevé s'étant écroulé en 1845, à cause du sous-sol géologique marécageux du quartier.

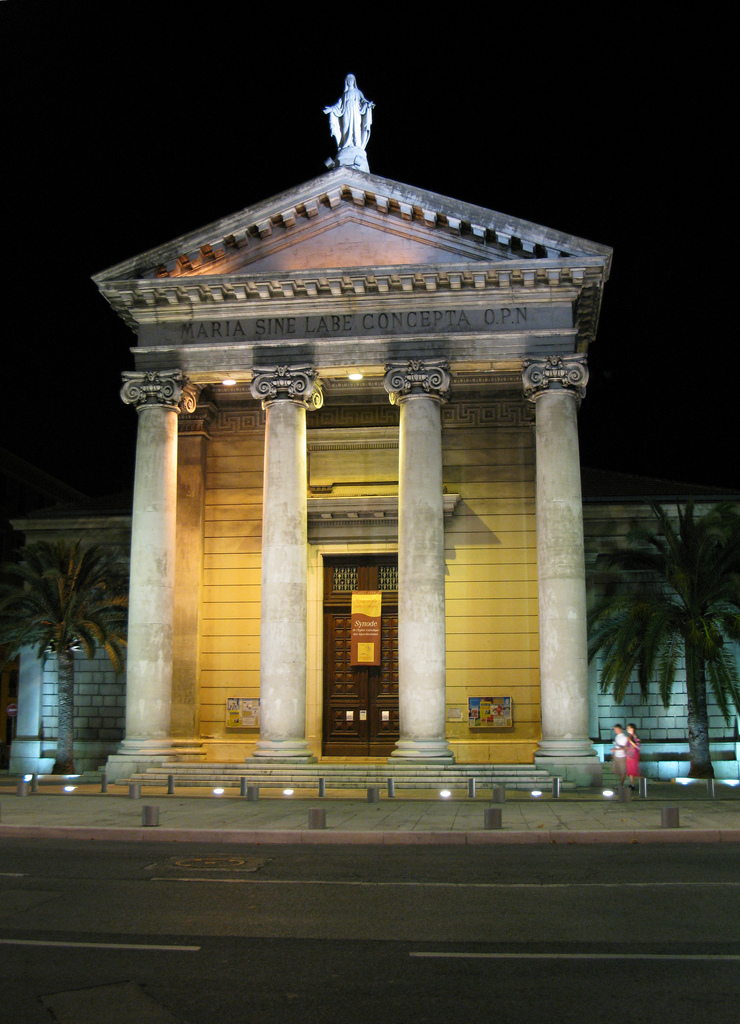
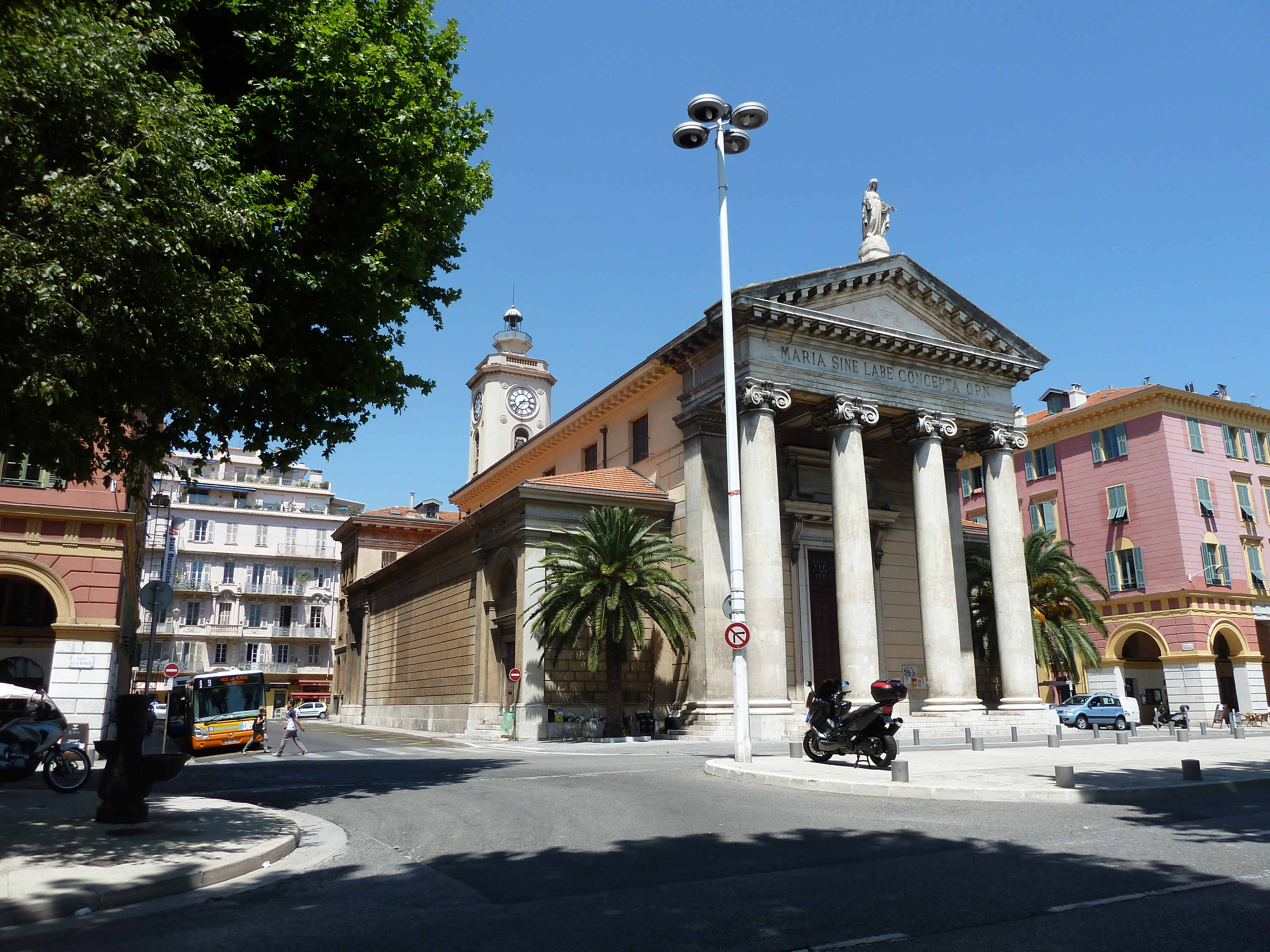
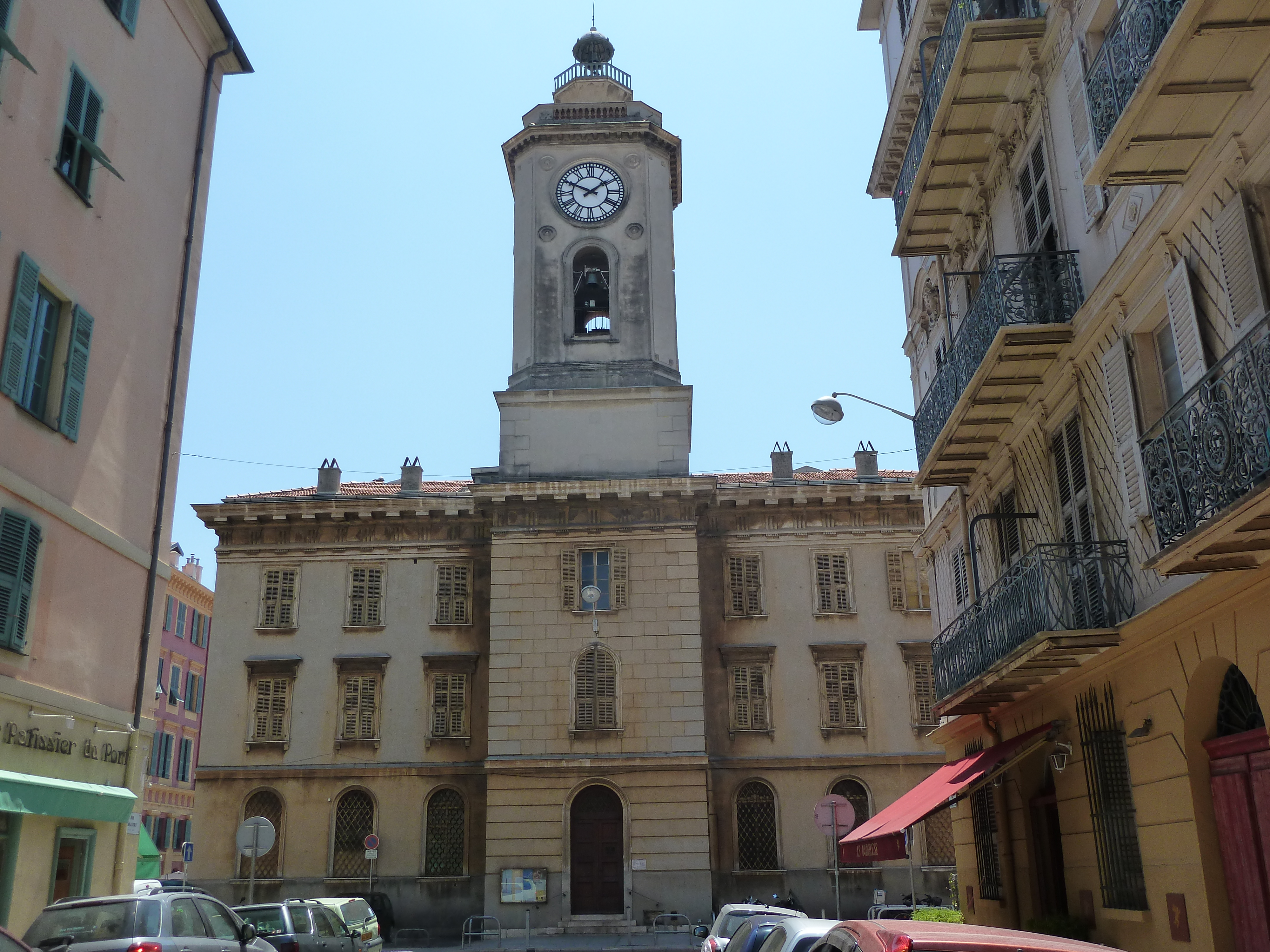
Facade et campanile provençal, côté ville.

La façade néo-classique blanche, côté mer, avec quatre colonnes ioniques, portique et fronton, est rajoutée en 1896 par l'architecte Jules Fèbvre. Elle contraste avec le style architectural ocre néo-baroque provençal inspiré de la place Masséna et du Vieux-Nice. Une statue de la Vierge Marie au sommet du fronton (sainte patronne protectrice des marins) fait face au port Lympia de Nice, et à la baie des Anges (à l'image de « la Bonne Mère » du Vieux-Port de Marseille). La dédicace inscrite en latin et en lettres capitales, sur le fronton, « Maria sine labe concepta O.P.N » se traduit par « Marie Immaculée Conception, priez pour nous ». 
Le plafond de l'église s'effondre lors du bombardement du port de la bataille de Nice et de sa libération en 1944. Il est reconstruit en béton armé dans les années 1950.
L'inauguration de la réfection de la façade a lieu le 13 juillet 2023 après près d'un an et demi de travaux intérieurs et extérieurs, pour un montant annoncé de 1,9 million €. La façade de l'église côté ville retrouve alors sa couleur ocre d'origine, à l'exception de la façade blanche côté mer avec ses colonnes, rénovée en 2014,,.

## Caractéristiques
La façade côté mer est de style néo-classique, avec colonnes ioniques, portique et fronton. Une dédicace inscrite en latin sur le fronton « Maria sine labe concepta O.P.N » se traduit par « Marie immaculée, priez pour nous ».

## Evènements
- Fête de la Saint-Pierre, fête patronale organisée par les corporations de pêcheurs.